# ماريان (مجلة)
ماريان هي مجلة إخبارية أسبوعية فرنسية، أنشأها جان فرنسوا كان وموريس زافران [الفرنسية]عام 1997.
عند تأسيسها، كانت المجلة تُصنف ضمن الطيف اليساري إلى حد ما، وقد التزمت المجلة أيضًا خلال العقد الأول من القرن الحادي والعشرين بخط تحريري سيادي [الفرنسية].
بينما كانت أغلبية أسهم المجلة مملوكة لإيف دو شيسمارتان [الفرنسية]، بيع 91 % من رأس مال الصحيفة إلى الملياردير التشيكي دانييل كريتينسكي في عام 2018، وتولت ناتاشا بولوني [الفرنسية] بعد ذلك منصب مديرة التحرير. أُعلن عن استبدالها بفريديريك تادي [الفرنسية] اعتبارًا من 1 مارس 2025 في ديسمبر 2024.